# Synagoge (Löwen)

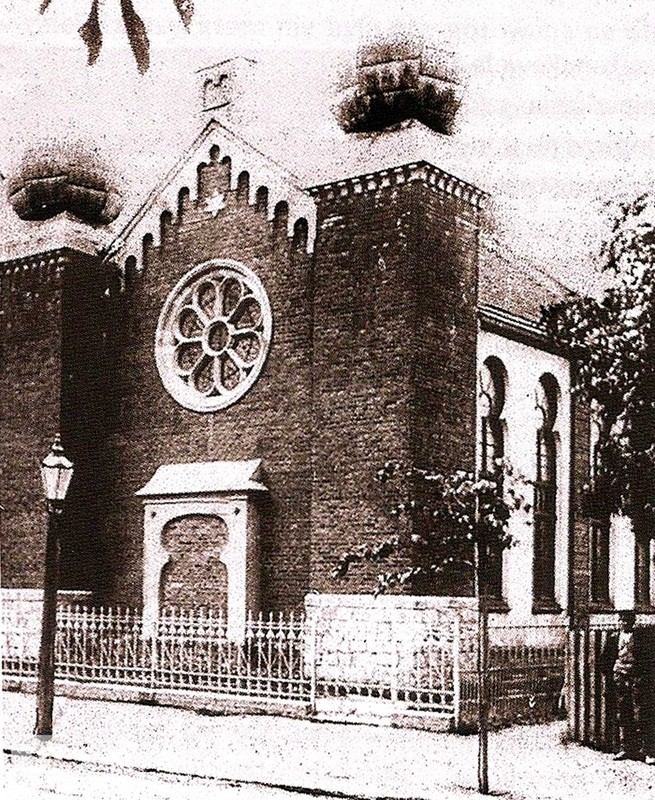
Synagoge in Löwen

Die Synagoge in Löwen (polnisch Lewin Brzeski), einer Stadt im Powiat Brzeski in der südpolnischen Woiwodschaft Oppeln, wurde 1906/07 errichtet.
Die Synagoge in der Bahnhofstraße mit zwei Zwiebeltürmen wurde im Jahre 1907 vom damaligen Oppelner Rabbiner Leo Baeck eingeweiht.
Beim Novemberpogrom 1938 wurde die Synagoge in Brand gesetzt und bald danach abgerissen.